# Heinz Gollwitzer
Heinz Gollwitzer (* 30. Januar 1917 in Nürnberg; † 26. Dezember 1999 in München) war ein deutscher Historiker. Gollwitzer lehrte von 1957 bis 1982 als Professor für Neuere und Neueste Geschichte an der Universität Münster. Mit seiner in den 1950er Jahren erschienenen Geschichte der deutschen Standesherren gehörte er zu den Pionieren der modernen deutschen Sozialgeschichte. Gollwitzer legte mit seiner Habilitationsschrift Europabild und Europagedanke und seiner Biographie Ludwigs I. Standardwerke vor.

## Leben und Wirken

### Herkunft und frühe Lebensjahre
Heinz Gollwitzer entstammte einer alten oberpfälzischen Bauernfamilie. Er war Sohn des Volksschullehrers und späteren Rektors Erhard Gollwitzer und dessen Ehefrau Margarethe. Gollwitzer wuchs in München ohne Geschwister auf. Er besuchte das Theresien-Gymnasium und legte dort 1936 das Abitur ab. Einer seiner älteren Mitschüler war der spätere Historikerkollege Hermann Heimpel. Nach dem Abitur wurde er von der Stiftung Maximilianeum gefördert, die das Studium einer kleinen Auswahl begabter bayerischer Studenten finanzierte. Bereits in jungen Jahren beschrieb er deren Begründung und Anfänge. Gollwitzer leistete von April bis September 1936 den Arbeitsdienst und zwei Jahre Wehrdienst ab. Zwischen November 1938 und Juli 1939 studierte er. Er besuchte kurzzeitig die Lehrerhochschule in Pasing und wurde bei Kriegsbeginn zur Wehrmacht eingezogen. Als Oberleutnant kämpfte er in der Sowjetunion. Nach einer schweren Verwundung im Sommer 1941 schied er aus der Armee aus. Eine Handgranate hatte sein rechtes Knie schwer verletzt. Er geriet für kurze Zeit in sowjetische Gefangenschaft. Es folgten mehrmonatige Aufenthalte in verschiedenen Lazaretten und Krankenhäusern.

### Akademische Laufbahn
Im November 1941 begann er das Studium und wählte die Fächer Geschichte, Bayerische Landesgeschichte und Germanistische Philologie an der Ludwig-Maximilians-Universität München. In Germanistik waren seine akademischen Lehrer Herbert Cysarz und Hans Heinrich Borcherdt. In Geschichte studierte er bei Max Spindler, Michael Seidlmayer und besonders bei Karl Alexander von Müller. Zu seinen Studienfreunden zählte Wolfgang Zorn. In München wurde er im Frühjahr 1944 bei Müller mit der Arbeit Karl August von Abel und seine Politik 1837–1847 mit der Bestnote promoviert. Während dieser Zeit arbeitete er als Referent bei der Forschungsgemeinschaft Deutsches Ahnenerbe. Nach seiner Promotion übernahm er zusätzlich eine Referentenstelle an der Münchner Deutschen Akademie. Im November 1944 wurde er für den Volkssturm gemustert. Wegen seiner Kriegsverletzung wurde er jedoch nicht mehr eingezogen. Kurz vor Kriegsende heiratete er seine ehemalige Studienbekanntschaft, die zu diesem Zeitpunkt an einem Gymnasium in Erlangen als Studienassessorin tätig war. Aus der Ehe gingen keine Kinder hervor.
Nach dem Krieg erhielt Gollwitzer 1947 eine Stelle als wissenschaftlicher Angestellter der Historischen Kommission bei der Abteilung der Reichstagsakten. Für den Band 6 der Mittleren Reihe (1496–1498) unternahm er zahlreiche Archivreisen. Gefördert von Franz Schnabel und Walter Goetz konnte sich Gollwitzer im Sommersemester 1950 mit der Arbeit Europabild und Europagedanke – Beiträge zur deutschen Geistesgeschichte des 18. und 19. Jahrhunderts in München habilitieren. Im Wintersemester 1950/51 begann er seine Tätigkeit als Privatdozent, arbeitete parallel in der Abteilung Reichstagsakten der Historischen Kommission und an der Hochschule für Politik. In dieser Zeit ermöglichte ihm das Leaders Exchange Program Auslandsaufenthalte in den Vereinigten Staaten und in Großbritannien, bei denen er in Kontakt zu Alan Bullock und Geoffrey Barraclough kam. Ein Angebot des Instituts für Zeitgeschichte lehnte er ab, da er sich wohl nicht einseitig auf das 20. Jahrhundert konzentrieren wollte.
1956 wurde er in München zum außerplanmäßigen Professor ernannt. Nach einer Lehrstuhlvertretung an der Universität Heidelberg im Wintersemester 1956/57 wurde er 1957 als Nachfolger Werner Conzes auf den Lehrstuhl für Neuere Geschichte an der Universität Münster berufen. Dabei konzentrierte er sich in der Lehre vor allem auf die Epoche ab 1850. Berufungen nach Würzburg, Tübingen und Zürich lehnte er ab. Bis zu seiner Emeritierung im Jahr 1982 lehrte und forschte er in Münster. Danach kehrte er nach München zurück, wo er bis zu seinem Tod lebte. Im Ruhestand widmete er sich vor allem der Geschichte Bayerns im 19. Jahrhundert.
Gollwitzer war seit Oktober 1957 ordentliches Mitglied der Historischen Kommission für Westfalen, zudem seit Mai 1966 Vorstandsmitglied und von April 1974 bis April 1982 stellvertretender Vorsitzender der Kommission. Seit 1968 war er außerdem ordentliches Mitglied der Historischen Kommission bei der Bayerischen Akademie der Wissenschaften, seit 1979 Mitglied der Rheinisch-Westfälischen Akademie der Wissenschaften und seit 1985 korrespondierendes Mitglied der Bayerischen Akademie der Wissenschaften. Von 1963 bis 1982 war er Mitglied der Kommission für Geschichte des Parlamentarismus und der politischen Parteien.

### Werk
Gollwitzers Werk zeichnet sich in thematischer, zeitlicher und geographischer Hinsicht durch eine ungewöhnliche Vielfalt aus. Nach Hans-Christof Kraus weist es „sieben thematische Schwerpunkte auf“: Erstes Thema war seit der Habilitationsschrift die politische Geistesgeschichte, der sich Gollwitzer in seinem zweibändigen Hauptwerk Geschichte des weltpolitischen Denkens widmete. Zweitens arbeitete er auf dem Feld der Sozialgeschichte, wofür insbesondere seine 1957 erschienene Untersuchung Die Standesherren steht, die er noch vor seiner Berufung nach Münster fertiggestellt hatte. Ein drittes Feld stellte die internationale Politik dar, wofür die Abhandlung Die gelbe Gefahr – Geschichte eines Schlagwortes steht, die aus Gollwitzers Münsteraner Antrittsvorlesung hervorgegangen war, ebenso die nicht auf Deutsch erschienene Studie Europe in the Age of Imperialism aus dem Jahr 1969. Ein viertes Arbeitsgebiet lag im späten 15. Jahrhundert und zeigte sich vor allem in Gollwitzers 1979 vorgelegter Edition der Akten der Reichstage von Lindau, Worms und Freiburg. In Aufsätzen wandte sich Gollwitzer einem fünften Bereich zu, der Geschichte der politischen Parteien und Bewegungen, ebenso, sechstens, Fragen der Kunst- und Architekturgeschichte. Das siebte Feld schließlich bot die bayerische Landesgeschichte, speziell das 19. Jahrhundert, dem sich Gollwitzer schon mit seiner Dissertation über den bayerischen Innenminister Karl von Abel gewidmet hatte; damals waren die abgegebenen Exemplare bei einem Bombenangriff vernichtet worden. Nach seiner Emeritierung nahm er das Thema wieder auf und konnte 1993 eine umfassende Biographie des bayerischen Ministers vorlegen. Vorher schon hatte er, anlässlich des 200. Geburtstages 1986, eine umfassende Biographie über Ludwig I. publiziert, die sich unter anderem dadurch auszeichnete, dass Gollwitzer erstmals die Tagebücher des Königs auswerten konnte.
Gollwizers Nachruf auf seinen akademischen Lehrer Karl Alexander von Müller in der Historischen Zeitschrift löste einen Skandal aus. In der Zeitschrift Der Monat wurde Gollwitzer vorgeworfen, dass seine „Unfähigkeit zur Analyse“ in der „Apologie der Verschleierung“ gipfele. Geschichtsstudenten der Freien Universität Berlin beschwerten sich über die ihrer Meinung nach beschönigende Darstellung Gollwitzers und verschickten eine Protestresolution mit Unterschriftenliste an alle Historischen Seminare in Deutschland.
Mit seinem Ansatz einer mentalitätsorientierten Sozialgeschichte sowie seiner universalgeschichtlichen Hermeneutik stand er im strukturalistisch bestimmten Umfeld der Nachkriegszeit im Abseits und konnte so nicht schulbildend wirken. Seine Darstellung über die Standesherren (1957/64) gilt als Pionierwerk für die Adelsgeschichte des 19. Jahrhunderts.

## Schriften (Auswahl)
- Europabild und Europagedanke. Beiträge zur deutschen Geistesgeschichte des 18. und 19. Jahrhunderts. Beck, München 1951 (zugleich München, Philosophische Fakultät, Habilitationsschrift 1950).
- Die Standesherren. Die politische und gesellschaftliche Stellung der Mediatisierten 1815–1918. Stuttgart 1957; 2. Auflage, Göttingen 1964.
- Die gelbe Gefahr. Geschichte eines Schlagworts. Vandenhoeck & Ruprecht, Göttingen 1962 (eingeschränkte Vorschau bei Google Books).
- Geschichte des weltpolitischen Denkens. 2 Bde., Göttingen 1972–82;
  - Bd. 1: Vom Zeitalter der Entdeckungen bis zum Beginn des Imperialismus, 1972 (eingeschränkte Vorschau bei Google Books);
  - Bd. 2: Zeitalter des Imperialismus und der Weltkriege, 1982.
- Ludwig I. von Bayern. Königtum im Vormärz. Eine politische Biographie. Süddeutscher Verlag, München 1986 (2. Auflage, 1997).
- Ein Staatsmann des Vormärz. Karl von Abel, 1788–1859. Beamtenaristokratie – monarchisches Prinzip – politischer Katholizismus. Vandenhoeck & Ruprecht, Göttingen 1993, ISBN 3-525-36043-6.
- Politik und Kultur in Bayern unter Ludwig I. Studien zur bayerischen Geschichte des 19. und 20. Jahrhunderts. Herausgegeben von Hans-Christof Kraus. Pustet, Regensburg 2011, ISBN 978-3-7917-2199-6.

Aufsatzsammlungen
- Weltpolitik und deutsche Geschichte. Herausgegeben von Hans-Christof Kraus. Vandenhoeck & Ruprecht, Göttingen 2008, ISBN 978-3-525-36071-2 (Digitalisat).
- Kultur – Konfession – Regionalismus. Gesammelte Aufsätze (= Historische Forschungen. Bd. 88). Herausgegeben von Hans-Christof Kraus. Duncker & Humblot, Berlin 2008, ISBN 978-3-428-12829-7.